# 魔喚精靈
《魔喚精靈》是由日本Falcom公司製作發行的回合制策略游戏。
遊戲主要的概念用四大元素的生剋為基礎，以精灵主召喚元素精靈在固定地圖對戰，擊殺對方精灵主即獲勝。

## 游戏历史
第一作于1997年12月12日發行。1998年3月22日在韓國、4月10日在台灣發行。
后来推出的續作《VMV2》，实际上是第一作的加强版。这个版本新增了幾個一代沒有的精靈主，也修正了精靈主與精靈的能力值，地图也全面更新，更加入第一作没有的网络对战功能。英文版的《VMV2》改名为《VM Online》，於2002年開始在英文官方網站提供免費下載。但内部剧情未有翻译，在非日语WINDOWS下显示为乱码。
2002年又發行了《VM JAPAN》，其基本架构与前作相同，但角色及精灵变为日本风格。后又推出资料篇《富岳幻游记》。2005年该作移植到PS2上。
2008年於PSP平台推出《魔喚精靈攜帶版》（Vantage Master Portable），本作还加入《英雄傳說VI 空之軌跡》的多位角色作为精灵主。该作为重制版本，人物图形等全部重新绘制，但地圖與精靈主、精靈皆與第一代完全相同。2009年，娱乐通发行了该作的Windows移植版，改名为《空之轨迹x魔唤精灵4》。

## 進行模式
Scenario Mode
依選用的角色故事選定場景對戰，可以選擇「Easy」和「Normal」兩種模式。簡單模式中敵人的等級設定會較低。
Expert Mode
和「Scenario Mode」一様、登場的地圖隨故事進展。敵手初始等級和角色相同，但敵手等級成長速度比角色快，因此後期會難的多。
Free Battle
可以任選喜歡的角色、對手、場地來對戰。角色的等級也能設定。
Network Battle
連線上網對戰的模式。有「TCP/IP連線」「IPX/SPX連續」「moden連線」「シリアル接続」等種連線方式。TCP/IP連線時必需先知道對手的IP。

## 遊戲特色
特色角色
每個角色有其不同的故事背景及不同的能力，包括精靈主及召喚的精靈。
即時回合制
回合制的操作方式，但角色行動回合和戰場上時間相關，角色速度會影响行動順序。
元素概念
四大元素，地剋水、水剋火、火剋天、天剋地，互相剋制。
地型概念
場地有高低差、水面、平原、冰原、深水等不同的地形，會影响攻防、移動能力及適應性，部分地型具有特殊設定，某些精靈無法進入或是站在其中會損失生命值，像魔晶石地型上每回合可回復血量。
陣型概念
攻擊來自不同的方向會對效果造成影响，來自背後的攻擊會有加乘攻擊力的效果。角色四周有領域設計，敵方貼近時會壓制對方行動能力。
等級系統
單場個別的精靈有經驗值及等級的計算，攻擊、補血成功或擊殺都會取得不同的經驗值，單場最多可升2級。

## 角色介紹

### 精靈主
- 女戰士：具有高攻擊力、防御力及速度，但是魔力低。
- 貴族：攻擊力相當高，但魔、防及速度都很低，移動只能達到3格的程度。
- 劍士：攻和魔力高，防低是其缺點。
- 騎士：攻擊力非常高，防也有其水準，但速度和魔力較低。
- 聖戰士：攻擊力非常高，防和魔非常低。
- 忍者：速度非常快，具有遠距離的手裡劍攻擊，防低是唯一的弱點。
- 流浪漢（弓盜）：能力很平均，有遠距攻擊。
- 野蠻人：高強的攻防力和速度，但魔力十分的低，同時具有遠攻能力。
- 俠盜：速度非常快，防及魔較低是弱點，可以丟飛刀。
- 吟遊詩人：魔力高，但其他參數都低。
- 修女：高魔力與高魔抗，但移動速度很慢，攻擊力低。
- 幻術師：魔力非常高，但是防低速度低。
- 魔女：高魔力，但是其他參數都低，具有魔抗。
- 僧侶：是個平均的職業。
- 精靈：移動力高，具有魔力與魔抗，但防十分低。
- 半獸人：高攻擊力，低抗性。
- 夜魔：參數都很高但物抗低。
- 千金女：高速度和魔抗，但攻防較弱。
- 魔術師：魔非常高，但其他都低。 ←出自Brandish（撼天神塔系列）
- 獎金王：高攻防，魔力超低。 ←出自Brandish（撼天神塔系列）
- 挑戰者：高攻而魔力低。←出自ぽっぷるメイル Poppuru Meiru  為一款2D橫向動作RPG，發行於SEGA Mega-CD 、SFC等主機平台
- 怪獸：速度非常快，但是魔力低。 ←ぽっぷるメイル Poppuru Meiru  為一款2D橫向動作RPG，發行於SEGA Mega-CD 、SFC等主機平台
- 朝聖者：速度雖快但是移動能力有限。 ←出自英雄傳說-卡卡布三部曲-白髮魔女
- 破曉女巫：魔力和攻擊力都很高，但是其他都是弱點。 ←出自Brandish（撼天神塔系列最終款Brandish VT）
- 冒險家：高攻防還有抗性，魔法力低。 ←出自伊蘇系列
- 女神：魔力很高但是速度慢而且防低。 ←出自伊蘇系列
- 珍獸：攻防都低，但是移動距離很大。 ←出自魔喚精靈原創角色，脫離千金女自行參戰

### 精靈
分成天、地、水、火四大屬性精靈，每個精靈的能力值和專長魔法不同。地屬性精靈多以步行為主，部分能踏入水域地區行動；水屬性精靈在地面移動範圍小，在水域地區移動範圍會增加；火屬性精靈攻擊力高，但被淹沒水域地區會損失生命值且不能涉足水域；天屬性精靈全員都能飛行且移動速度高，和火屬性精靈同樣不能被淹沒水域地區。

## 外部連結
- Vantage Master官方网站 （页面存档备份，存于）
- Vantage Master Online下载 （页面存档备份，存于）
- Vantage Master Portable官方网站 （页面存档备份，存于）